# Thymus thracicus
Thymus thracicus là một loài thực vật có hoa trong họ Hoa môi. Loài này được Velen. miêu tả khoa học đầu tiên năm 1892.